# Анциферов, Николай Лукич
Николай Лукич Анциферов (28 ноября (11 декабря) 1912, Москва — 16 октября 1983, Ленинград) — советский футболист, защитник. Мастер спорта СССР по лыжным гонкам и футболу (1945).

## Карьера
Сын железнодорожника, русский. Окончил 5 классов. Работал столяром-модельщиком. Срочную трёхгодичную службу проходил на подводных лодках, в учебном отряде имени С. М. Кирова с 1934 года, окончил школу подплава. Чемпион Ленинграда по лыжным гонкам 1937 года на дистанции 20 км, чемпион спартакиады Балтфлота в 1945 году на дистанции 10 км, занял второе место на дистанции 20 км.
В 1937—1941 годах играл в футбольной команде «Красная заря», работал слесарем на заводе «Красная заря». В чемпионате СССР в 1938 году сыграл 10 матчей, в 1939 — 21 матч, забил один гол. В 1945 году — капитан сборной команды КБФ, обладатель Кубка Таллина.
Во время Великой Отечественной войны служил на Балтийском флоте боцманом на тральщике ТЩ-42 «Орджоникидзе» и сетевом заградителе «Онега», мичманом. Награждён орденом Красной Звезды (29.01.1944, 25.05.1945), медалями «За отвагу» (11.02.1943), «За боевые заслуги», «За оборону Ленинграда», «За победу над Германией в Великой Отечественной войне 1941—1945 гг.». Участвовал в эвакуации Ханко. Член ВКП(б) с 1 декабря 1942 года.
Работал тренером на заводе им. ОГПУ (1938, 1946—1950), ЛВМТ (1950—1954), ЛОС «Зенита» (1955—1957). Инструктор СК ЛОМО (1957—1972).
Скончался в 1983 году на 81-м году жизни. Похоронен на Большеохтинском кладбище.